# Anomius neidae
Anomius neidae är en skalbaggsart som beskrevs av Rudolph Petrovitz 1971. Anomius neidae ingår i släktet Anomius och familjen Aphodiidae. Inga underarter finns listade i Catalogue of Life.